# Wilhelm Klein
Wilhelm Klein est un archéologue austro-hongrois né le 28 novembre 1850 dans le royaume de Hongrie, précisément à Caransebeş, (actuellement en Roumanie) et mort le 2 février 1924 en Hongrie.
Sédentaire, il se lance dans des études d'archéologie après avoir étudié la philosophie juive à Vienne et à Prague. Il a ensuite voyagé sous commande du gouvernement autrichien, qui l'envoie en Italie et en Grèce afin d'étudier des poteries antiques. Une fois ses recherches abouties, il devient professeur à l'université de Prague et membre de l'Institut architectural allemand.